# 埃德加·韦奇伍德
埃德加·韦奇伍德（Edgar A. Wedgwood，1856年5月2日—1920年1月31日）是一位内布拉斯加州和犹他州著名的律师和国民警卫队军官。他是美西战争、美菲战争和第一次世界大战的老兵，最著名的是 1910 年至 1917 年担任犹他州国民警卫队副将。
韦奇伍德是马萨诸塞州洛厄尔人，年轻时搬到内布拉斯加州，并开始活跃于住宅建筑行业。尽管他是共和党社区的民主党人，但他两次赢得霍尔县治安官的选举，并于 1885 年至 1889 年任职。此外，他还曾在格兰德岛市议会任职，并担任伍德河市财务主管。韦奇伍德在担任警长期间学习了法律，并于 1890 年取得律师资格。
成为律师后，韦奇伍德搬到犹他州，先在普罗沃执业，然后在盐湖城执业。他积极参与慈善和公民事业，并在州律师审查委员会任职多年。韦奇伍德是内布拉斯加州和犹他州国民警卫队的退伍军人，曾在美西战争和美菲战争期间在美国陆军服役，并在菲律宾的战斗中受伤。返回美国后，他仍然活跃在国民警卫队中，并于 1907 年至 1917 年间担任犹他州国民警卫队副将军。
韦奇伍德重返现役参加第一次世界大战。他被任命为准将，指挥第41师第82步兵旅。由于健康状况不佳，韦奇伍德无法随旅前往法国，他从军队退役并于 1918 年初返回盐湖城。
返回犹他州后，韦奇伍德继续从事律师工作。他于1920年初患病，并于1920年1月31日去世。他被安葬在盐湖城的橄榄山公墓。

## 早期生活
埃德加·安德鲁·韦奇伍德 (Edgar Andrew Wedgwood) 于 1856 年 5 月 2 日出生于马萨诸塞州洛厄尔，是特里萨·A·韦奇伍德 (Theresa A. (Gould) Wedgwood) 和机械师安德鲁·J·韦奇伍德 (Andrew J. Wedgwood) 的儿子。 他在洛厄尔公立学校接受教育，1873年毕业于洛厄尔高中。 
韦奇伍德 23 岁时，他的父亲举家搬到了内布拉斯加州格兰德岛，韦奇伍德也跟着他一起去了。 除了协助父亲的农场外，韦奇伍德还积极参与房屋建筑业务。 

## 职业生涯的开始
尽管韦奇伍德是霍尔县（一个坚定的共和党社区）的民主党人，但他还是在 1885 年赢得了县治安官的选举。 他任职四年，于 1889 年离任。 韦奇伍德住在格兰德岛期间，曾在市议会任职，搬到伍德河后，担任市财务主管。 韦奇伍德在担任警长期间学习了法律，并于 1890 年 11 月获得律师资格。 
韦奇伍德是共济会、古代工人联合会和皮西亚斯骑士团的成员。 他是一位虔诚的浸信会教徒，并担任教会的高级执事和其他领导职务。 搬到犹他州后，韦奇伍德是盐湖城慈善组织协会的董事会成员和州律师审查员委员会的成员。 
1890年，韦奇伍德受邀加入乔治·萨瑟兰在犹他州普罗沃的律师事务所，并搬到了犹他州。 萨瑟兰于 1893 年搬到盐湖城，韦奇伍德与塞缪尔·R·瑟曼 ( Samuel R. Thurman)建立了新的合伙关系。 约瑟夫·拉斐特·罗林斯和约瑟夫·H·赫德加入公司后，该公司被称为罗林斯、瑟曼、赫德和韦奇伍德。  1898 年美西战争期间服兵役归来后，韦奇伍德搬到盐湖城，与赫德合伙从事法律工作。 
1906 年，瑟曼搬到盐湖城，继续与韦奇伍德一起执业。 他们聘请了另一位合伙人 AB Irvine，公司重组为 Thurman, Wedgwood & Irvine。 当瑟曼于 1917 年当选为犹他州最高法院法官时，韦奇伍德和欧文与小塞缪尔·R·瑟曼建立了合伙企业，该公司更名为韦奇伍德、欧文和瑟曼。 
韦奇伍德专门研究灌溉法，被公认为该领域的权威。 他参与的案件包括Snake Creek Mining and Tunnel Company vs. Midway Irrigation Company。该案在州法院和联邦法院之间来回审理了几年，最终以韦奇伍德代表的灌溉公司胜诉告终，但该案的最终裁决是在韦奇伍德去世后。  

## 兵役

### 早期服务
1870 年代，韦奇伍德仍然住在马萨诸塞州，他是新的国民警卫队部队——马萨诸塞州第六步兵团 C 连的组织者之一。 搬到内布拉斯加州后，他帮助组建了内布拉斯加州第一步兵团 H 连，在搬到犹他州之前他一直活跃在该连。 

### 美西战争

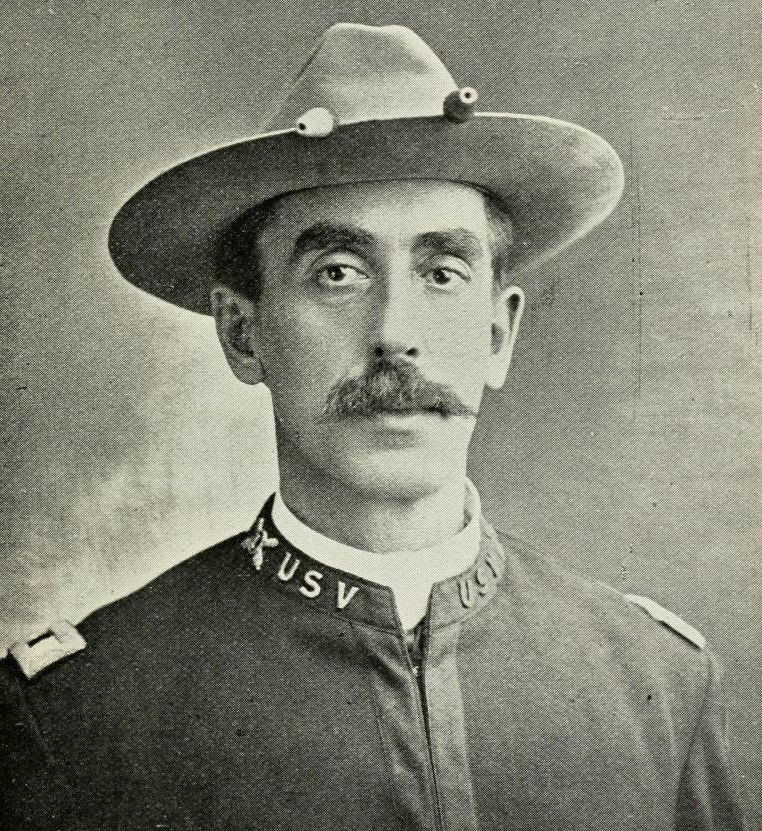
1899 年韦奇伍德担任船长

美西战争开始时，韦奇伍德帮助组织了犹他州 B 炮兵连为联邦服务，并被选为该连的中尉。 他被提升为上尉，担任A炮台指挥官，并在菲律宾服役。 
韦奇伍德在美西战争和随后的美菲战争期间参加了20多次战斗，并在昆瓜战役中受伤。  战后，盐湖城地区的退伍军人组建了西班牙退伍军人联合营，并以韦奇伍德的名字命名。 

### 犹他州副将
1899 年返回犹他州后，韦奇伍德继续参与国民警卫队。 尽管他是一个以共和党为主的州的民主党人，也是一个以摩门教为主的州的浸信会教徒，但 1907 年 1 月，他被州长约翰·克里斯托弗·卡特勒任命为犹他州副将，并晋升为犹他州副将军。准将。 他被州长威廉·斯普里 (William Spry)重新任命，并一直任职到 1917 年 1 月完成第二个任期 1913 年，他被任命为联邦民兵委员会成员，该委员会使各州能够参与规划和实施军事行动。民兵局的活动。

### 第一次世界大战
1917年，韦奇伍德在第一次世界大战期间自愿入伍。 他被任命为准将，并被分配到加利福尼亚州弗里蒙特营，担任第41 师第 82 步兵旅的指挥官。 他在北卡罗来纳州弗里蒙特营和格林营组织和训练了他的旅。 由于健康状况不佳，韦奇伍德在 1917 年 11 月第 41 师启程前往法国时被解除指挥权
第 41 师前往法国后，韦奇伍德继续指挥格林营军事哨所。  1918年初，他因病退休并返回盐湖城。 

## 以后的生活
返回犹他州后，韦奇伍德继续在盐湖城执业。 他于1920年1月患病，并于1920年1月31日在盐湖城去世。 他被埋葬在橄榄山公墓。 韦奇伍德的死亡归因于牙齿脓肿引起的神经炎。 
1886 年，韦奇伍德与来自芝加哥的安妮·谢尔顿 (Annie M. Shelton，1860-1941) 结婚。 他们有两个儿子弗雷德里克（Frederick）（在婴儿期去世）和布鲁斯（Bruce）（1889-1948），以及一个女儿埃德加达（Edgarda）（1888-1873），理查德·C·杜格代尔（Richard C. Dugdale）的妻子。 

### 图书
- . Chicago, IL: Goodspeed Publishing Co. 1890  [2023-08-03]. （原始内容存档于2023-08-15）.
- City of Lowell. . Lowell, MA: Marden & Rowell. 1874.
- Davis, Henry Blaine Jr. . Raleigh, NC: Pentland Press. 1998. ISBN 978-1-5719-7088-6.
- Press Club of Salt Lake. . Salt Lake City, UT: Western Printing Co. 1914.
- State Bar Association of Utah. . Kaysville, UT: Inland Printing Company. 1924.

### 报纸
- . Omaha Daily Bee (Omaha, NE). November 12, 1890 –Newspapers.com.
- . Salt Lake Daily Herald (Salt Lake City, UT). May 5, 1898 –Newspapers.com.
- . Salt Lake Herald (Salt Lake City, UT). May 26, 1899 –Newspapers.com.
- . Salt Lake Herald (Salt Lake City, UT). August 13, 1906 –Newspapers.com.
- . The Charlotte News (Charlotte, NC). September 13, 1917 –Newspapers.com.
- . The Salt Lake Tribune (Salt Lake City, UT). September 10, 1918 –Newspapers.com.
- . Deseret Evening News (Salt Lake City, UT). January 31, 1920 –Newspapers.com.
- . The Salt Lake Tribune (Salt Lake City, UT). February 1, 1920  [2023-08-03]. （原始内容存档于2020-08-01） –Newspapers.com.
- . Salt Lake Herald (Salt Lake City, UT). February 2, 1920 –Newspapers.com.